# Terror Branco (Grécia)

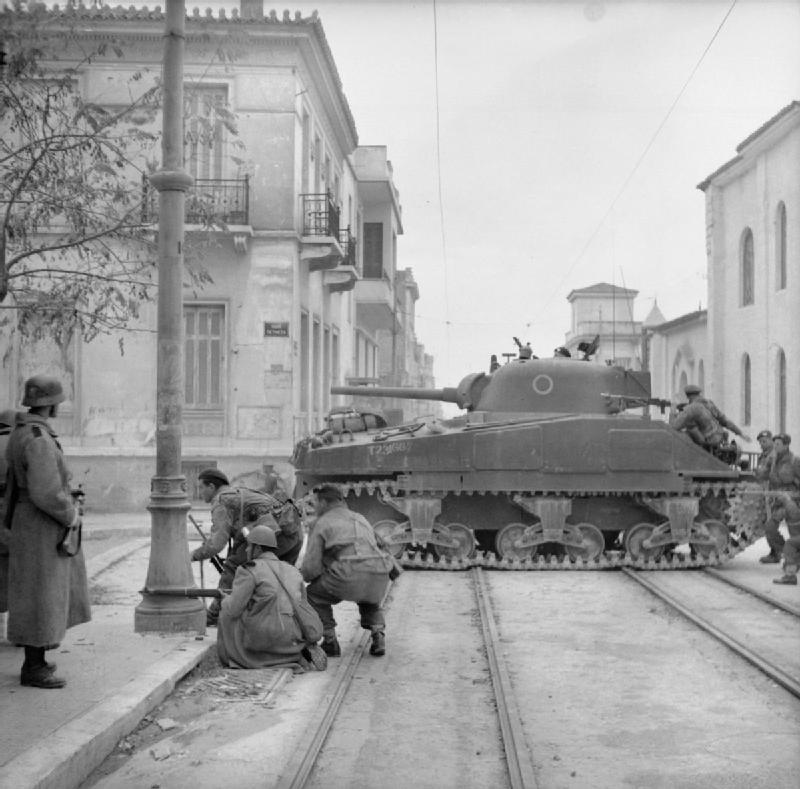
Tanques e tropas do 5º (Escocês) Batalhão de Pára-quedas, 2ª Brigada de Pára-quedas, durante operações contra membros da ELAS em Atenas, Grécia.

Terror Branco (em grego:  Λευκή Τρομοκρατία) é o termo usado na Grécia, análogo aos casos semelhantes, para descrever o período de perseguição de antigos membros da organização de resistência EAM-ELAS da era da Segunda Guerra Mundial em 1945-46, antes do início da Guerra Civil Grega.

## Contexto
Durante a ocupação da Grécia pelo Eixo, o EAM-ELAS, dominado pelos comunistas, tornou-se a principal organização dentro do movimento da resistência grega. No verão de 1944, com uma filiação estimada entre meio e dois milhões, e com cerca de 150 mil combatentes, ofuscava seus adversários não-comunistas mais próximos, EDES e EKKA. As crescentes tensões entre os grupos rivais, divididos pela ideologia, bem como a ambição da EAM-ELAS de ser o único instrumento de "libertação nacional", levaram a repetidos confrontos em 1943-44, no que mais tarde foi chamado de "primeira fase" da guerra civil. Ao mesmo tempo, o EAM-ELAS era atacadi pelos "Batalhões de Segurança" do governo colaboracionista.
Na época da liberação da Grécia em outubro de 1944, o EAM-ELAS dominava o país, com exceção das grandes cidades, especialmente Atenas, onde as forças britânicas apoiavam o governo grego no exílio. A latente rivalidade entre o governo apoiado pelos britânicos e o  EAM-ELAS resultou nos confrontos de Dekemvriana em Atenas (dezembro de 1944 - janeiro de 1945), onde o EAM-ELAS foi derrotada e, em seguida, desarmada no Tratado de Varkiza (fevereiro de 1945).

## Terror Branco e a eclosão da Guerra Civil
Com o EAM-ELAS neutralizado, seus membros tornaram-se presa fácil para a perseguição de vários grupos de direita em retaliação ao "terror vermelho" precedente. Entre os membros estavam ex-membros dos Batalhões de Segurança colaboracionistas e os serviços de segurança paramilitares do governo, principalmente a  Gendarmaria Grega e a Guarda Nacional, agindo com o apoio tácito do governo. Como resultado, "em outras partes da Europa, as prisões foram inundadas por fascistas e seus colaboradores; na Grécia, a maioria dos prisioneiros eram membros de organizações de resistência esquerdistas". De acordo com a Missão Legal Britânica na Grécia, dos 16.700 presos em 1º de outubro de 1945, 7.077 eram criminosos de direito consuetudinário, 6.027 eram de esquerda presos após o Dekemvriana e apenas 2.896 eram colaboradores. A campanha de perseguição durou até 1945 e grande parte de 1946, e foi um elemento crítico na radicalização e polarização do clima político no país; levando à formação de tropas de autodefesa esquerdistas, ao boicote da esquerda na eleição de 1946 e, finalmente, à retomada da guerra com a eclosão da segunda fase, ou fase principal, da Guerra Civil Grega, na primavera de 1946.